# NGC 1815
NGC 1815 ist die Bezeichnung eines offenen Sternhaufens im Sternbild Mensa. Das Objekt wurde am 24. November 1834 von John Herschel entdeckt.